# Борглум, Джон Гутзон
Джон Гутзон де ла Мот Борглум (англ. John Gutzon de la Mothe Borglum; 25 марта 1867, Сент-Чарльз, Айдахо — 6 марта 1941, Чикаго, Иллинойс) — американский скульптор и архитектор, наиболее известный созданием монумента на горе Рашмор.

## Жизнь и творчество
Джон Борглум был сыном художника и резчика по дереву датского происхождения. Его братом был скульптор Солон Борглум. Изучать искусство Борглум начал в Академии художеств Сан-Франциско. В 1890 году Борглум приезжает в Париж и поступает там в академию Жюлиана. Во время пребывания во Франции будущий скульптор был очарован работами Огюста Родена. Затем, после небольшой паузы в Лондоне, он в 1893 году возвращается на родину. Начиная с 1901 года Борглум жил в Нью-Йорке. За свои достижения в области скульптуры он в 1904 году на Всемирной выставке в Сент-Луисе был награждён золотой медалью.
Главным достижением в творчестве Борглума является Рашморский мемориал, представляющий гигантские монументальные, высеченные в скалах горы Рашмор скульптурные портреты четырёх американских президентов: Джорджа Вашингтона, Томаса Джефферсона, Авраама Линкольна и Теодора Рузвельта. Борглум начал эту сложнейшую работу в 1927 году и работал над ней до конца жизни в 1941 году. Мемориал был закончен уже после его смерти 1947 году его сыном Линкольном. Ещё перед Первой мировой войной Борглум также принимал участие в создании скульптурной композиции на Каменной горе (англ. Stone Mountain) в Джорджии.

## Галерея
- Рашморский мемориал
- Мемориал Конфедерации
- Войны Америки
- Икар
- Раббони